# Прапор Звягеля
Прапор Звягеля — один з офіційних символів міста Звягеля. Затверджений 11 липня 2002 р. рішенням Новоград-Волинської міської ради. Прапор міста — полотнище білого кольору з кольоровим зображенням елементів герба міста. 3 червня 2021 року в герб були внесені зміни, відповідно змінився і прапор.

## Історія прапора

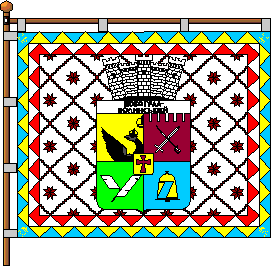
Перший варіант прапора

Перший варіант прапора був затверджений 12 жовтня 1994 р.
Прямокутник із співвідношенням сторін 1:1,23. На білому тлі з пурпуровою вишивкою (мотив вишиванок із зібрань Косачів по Волині) в центрі розташовано малий герб. Кайма знамена являє собою хвилеподібний малюнок, утворений поєднанням рівновеликих трикутників білого і червоного та жовтого і блакитного кольорів по краю периметра. У чотирьох кутках на блакитних трикутниках золоті зображення тризуба. Древко корогви блакитного кольору, завершується металевим золотим тризубом.